# 利尻町
利尻町（日语：／ Rishiri chō */?）是日本北海道宗谷綜合振興局西部海上利尻島上西部區域的町，鄰日本海。境內地勢險峻，村落夾於高山與海岸之間，北部以沓形聚落為中心，南部則以仙法志聚落為中心。當地以漁業和旅遊業為主，夏季為主要旅遊季節。由於位於海上島嶼，夏冬溫差較小，夏天氣溫低於攝氏30度，冬天最低零下10度，但常有強風，年平均風速在5每秒公尺以上。
町名源自阿伊努語的「ri-sir」，意思為「高的島」，或衍生為「有高山的島」，指的是利尻島中央海拔1,721公尺的利尻山。

## 人口
| 利尻町人口分布圖 |                                               |  |
| 利尻町與日本全國年齡別人口分布比較圖 （2005年資料） | 利尻町的年齡、男女別人口分布圖 （2005年資料） |  |
| ■紫色是利尻町 ■綠色是全国 | ■藍色是男性 ■紅色是女性                       |  |
| 利尻町人口變化 \| 1970年 \| 7,553人 \| \| \| 1975年 \| 6,485人 \| \| \| 1980年 \| 5,828人 \| \| \| 1985年 \| 5,352人 \| \| \| 1990年 \| 4,714人 \| \| \| 1995年 \| 4,104人 \| \| \| 2000年 \| 3,417人 \| \| \| 2005年 \| 2,951人 \| \| \| 2010年 \| 2,590人 \| \| \| 2015年 \| 2,303人 \| \| \| 2020年 \| 2,004人 \| \| |                                               |  |
| 資料來源：日本總務省統計中心提供之人口普查數據 |                                               |  |
| 1970年 | 7,553人                                       |  |
| 1975年 | 6,485人                                       |  |
| 1980年 | 5,828人                                       |  |
| 1985年 | 5,352人                                       |  |
| 1990年 | 4,714人                                       |  |
| 1995年 | 4,104人                                       |  |
| 2000年 | 3,417人                                       |  |
| 2005年 | 2,951人                                       |  |
| 2010年 | 2,590人                                       |  |
| 2015年 | 2,303人                                       |  |
| 2020年 | 2,004人                                       |  |

## 歷史
- 1855年：隸屬秋田藩之管轄。[3]
- 1878年：利尻島上設鴛泊、石崎、鬼脇、仙法志、沓形、本泊，共六村。[4]
- 1892年：鴛泊村、本泊村和沓形村合設鴛泊村外二村戶長役場。鬼脇村、石崎村和仙法志村合設鬼脇村外二村戶長役場。
- 1899年：獨立設置沓形村戶長役場。
- 1900年：獨立設置仙法志村戶長役場。
- 1902年4月1日：仙法志村和沓形村同時成為北海道二級村。[5]
- 1924年4月1日：沓形村成為北海道一級村。
- 1949年11月1日：沓形村改制為沓形町（日语：沓形町）。
- 1956年9月15日：沓形町和仙法志村合併為利尻町。

## 交通

### 機場
- 利尻機場（位於利尻富士町）

### 港口
- 沓形港（日语：沓形港）

### 道路
| 主要道道 - 北海道道105號利尻富士利尻線 - 北海道道108號沓形仙法志鴛泊線 | 道道 - 北海道道303號沓形港線 - 北海道道1076號利尻富士利尻自行車道線 |

## 觀光資源
| 觀光 - 利尻禮文佐呂別國立公園 - 利尻町立博物館 - 利尻富士：正式名稱為利尻山，海拔1,721公尺，有許多高山植物，夏季常有登山者。 - 沓形岬公園 - 見返台園地 - 仙法志御崎公園 - 麗峰湧水 - 北之安居辯天宮 - 寢熊之岩、人面岩 - 利尻町森林公園露營區 | 文化遺產 - 亦稚貝塚出土的遺物（北海道指定有形文化財）：利尻町立博物館藏 - （北海道指定天然記念物） 祭典 - 利尻島嶼節（8月） |

## 教育
高等學校
- 北海道利尻高等學校（日语：北海道利尻高等学校）

中學校
- 利尻町立利尻中學校

小學校
- 利尻町立沓形小學校
- 利尻町立仙法志小學校

## 本地出身的名人
- 時雨音羽：作詞家

## 外部連結
- （日語）自然嚮導 利尻森之峰（页面存档备份，存于）
- （日語）利尻山情報（页面存档备份，存于）
- （日語）利尻島釣魚情報[永久]
- （日語）仙法志中學校-海濱留學[永久]